# Rybczewice
Rybczewice is een dorp in het Poolse woiwodschap Lublin, in het district Świdnicki (Lublin). De plaats maakt deel uit van de gemeente Rybczewice en telt 840 inwoners.